# 28351 Andrewfeldman
28351 Andrewfeldman è un asteroide della fascia principale. Scoperto nel 1999, presenta un'orbita caratterizzata da un semiasse maggiore pari a 2,2246954 UA e da un'eccentricità di 0,0659818, inclinata di 4,45650° rispetto all'eclittica.